# 13.ª etapa del Giro de Italia 2023
La 13.ª etapa del Giro de Italia 2023 tuvo lugar el 19 de mayo de 2023 y consistió en una etapa en línea con inicio en la localidad de Borgofranco d'Ivrea y final en la estación de esquí de Crans-Montana sobre un recorrido de 74 km. Esta fue ganada por el colombiano Einer Rubio del equipo Movistar Team, mientras que el británico Geraint Thomas consiguió mantener el liderato.

## Clasificación de la etapa
| Borgofranco d'Ivrea - Crans-Montana | etapa de montaña | (74,6 km) |

| \| Clasificación de la etapa \| Clasificación de la etapa \| Clasificación de la etapa \| Clasificación de la etapa \| Clasificación de la etapa \| \| Ciclista \| Ciclista \| Equipo \| Tiempo \| \| \| ------------------------- \| ------------------------- \| ------------------------- \| ------------------------- \| ------------------------- \| \| 1.º \| Einer Rubio \| Movistar Team \| 2 h 16 min 23 s \| \| \| 2.º \| Thibaut Pinot \| Groupama-FDJ \| + 6 s \| \| \| 3.º \| Alexander Cepeda \| EF Education-EasyPost \| + 12 s \| \| \| 4.º \| Derek Gee \| Israel-Premier Tech \| + 1 min 01 s \| \| \| 5.º \| Valentin Paret-Peintre \| AG2R Citroën Team \| + 1 min 29 s \| \| \| 6.º \| Hugh Carthy \| EF Education-EasyPost \| + 1 min 29 s \| \| \| 7.º \| João Almeida \| UAE Team Emirates \| + 1 min 35 s \| \| \| 8.º \| Edward Dunbar \| Team Jayco AlUla \| + 1 min 35 s \| \| \| 9.º \| Geraint Thomas \| Ineos Grenadiers \| + 1 min 35 s \| \| \| 10.º \| Primož Roglič \| Jumbo-Visma \| + 1 min 35 s \| \| |                        |                       |                 |
| |                        |                       |                 |
| Fuente: ProCyclingStats |                        |                       |                 |
| Clasificación de la etapa |                        |                       |                 |
| Ciclista | Ciclista               | Equipo                | Tiempo          |
| 1.º | Einer Rubio            | Movistar Team         | 2 h 16 min 23 s |
| 2.º | Thibaut Pinot          | Groupama-FDJ          | + 6 s           |
| 3.º | Alexander Cepeda       | EF Education-EasyPost | + 12 s          |
| 4.º | Derek Gee              | Israel-Premier Tech   | + 1 min 01 s    |
| 5.º | Valentin Paret-Peintre | AG2R Citroën Team     | + 1 min 29 s    |
| 6.º | Hugh Carthy            | EF Education-EasyPost | + 1 min 29 s    |
| 7.º | João Almeida           | UAE Team Emirates     | + 1 min 35 s    |
| 8.º | Edward Dunbar          | Team Jayco AlUla      | + 1 min 35 s    |
| 9.º | Geraint Thomas         | Ineos Grenadiers      | + 1 min 35 s    |
| 10.º | Primož Roglič          | Jumbo-Visma           | + 1 min 35 s    |

## Clasificaciones al final de la etapa

### Clasificación general(Maglia Rosa)
| \| Clasificación general \| Clasificación general \| Clasificación general \| Clasificación general \| Clasificación general \| \| Ciclista \| Ciclista \| Equipo \| Tiempo \| \| \| --------------------- \| --------------------- \| --------------------- \| --------------------- \| --------------------- \| \| 1.º \| Geraint Thomas \| Ineos Grenadiers \| 51 h 20 min 01 s \| \| \| 2.º \| Primož Roglič \| Jumbo-Visma \| + 2 s \| \| \| 3.º \| João Almeida \| UAE Team Emirates \| + 22 s \| \| \| 4.º \| Andreas Leknessund \| Team DSM \| + 42 s \| \| \| 5.º \| Damiano Caruso \| Bahrain Victorious \| + 1 min 28 s \| \| \| 6.º \| Lennard Kämna \| Bora-Hansgrohe \| + 1 min 52 s \| \| \| 7.º \| Edward Dunbar \| Team Jayco AlUla \| + 2 min 32 s \| \| \| 8.º \| Thymen Arensman \| Ineos Grenadiers \| + 2 min 45 s \| \| \| 9.º \| Laurens De Plus \| Ineos Grenadiers \| + 3 min 08 s \| \| \| 10.º \| Thibaut Pinot \| Groupama-FDJ \| + 3 min 13 s \| \| |                    |                    |                  |
| |                    |                    |                  |
| Fuente: ProCyclingStats |                    |                    |                  |
| Clasificación general |                    |                    |                  |
| Ciclista | Ciclista           | Equipo             | Tiempo           |
| 1.º | Geraint Thomas     | Ineos Grenadiers   | 51 h 20 min 01 s |
| 2.º | Primož Roglič      | Jumbo-Visma        | + 2 s            |
| 3.º | João Almeida       | UAE Team Emirates  | + 22 s           |
| 4.º | Andreas Leknessund | Team DSM           | + 42 s           |
| 5.º | Damiano Caruso     | Bahrain Victorious | + 1 min 28 s     |
| 6.º | Lennard Kämna      | Bora-Hansgrohe     | + 1 min 52 s     |
| 7.º | Edward Dunbar      | Team Jayco AlUla   | + 2 min 32 s     |
| 8.º | Thymen Arensman    | Ineos Grenadiers   | + 2 min 45 s     |
| 9.º | Laurens De Plus    | Ineos Grenadiers   | + 3 min 08 s     |
| 10.º | Thibaut Pinot      | Groupama-FDJ       | + 3 min 13 s     |

### Clasificación por puntos(Maglia Ciclamino)
| Clasificación por puntos | Clasificación por puntos | Clasificación por puntos | Clasificación por puntos | Clasificación por puntos |
| Ciclista                 | Ciclista                 | Equipo                   | Puntos                   |                          |
| ------------------------ | ------------------------ | ------------------------ | ------------------------ | ------------------------ |
| 1.º                      | Jonathan Milan           | Bahrain Victorious       | 164 pts                  |                          |
| 2.º                      | Pascal Ackermann         | UAE Team Emirates        | 88 pts                   |                          |
| 3.º                      | Derek Gee                | Israel-Premier Tech      | 71 pts                   |                          |
| 4.º                      | Michael Matthews         | Team Jayco AlUla         | 68 pts                   |                          |
| 5.º                      | Magnus Cort              | EF Education-EasyPost    | 56 pts                   |                          |
| 6.º                      | Toms Skujiņš             | Trek-Segafredo           | 51 pts                   |                          |
| 7.º                      | Mark Cavendish           | Astana Qazaqstan Team    | 51 pts                   |                          |
| 8.º                      | Vincenzo Albanese        | Eolo-Kometa              | 44 pts                   |                          |
| 9.º                      | Davide Bais              | Eolo-Kometa              | 39 pts                   |                          |
| 10.º                     | Alessandro De Marchi     | Team Jayco AlUla         | 37 pts                   |                          |

### Clasificación de la montaña(Maglia Azzurra)
| Clasificación de la montaña | Clasificación de la montaña | Clasificación de la montaña | Clasificación de la montaña | Clasificación de la montaña |
| Ciclista                    | Ciclista                    | Equipo                      | Puntos                      |                             |
| --------------------------- | --------------------------- | --------------------------- | --------------------------- | --------------------------- |
| 1.º                         | Thibaut Pinot               | Groupama-FDJ                | 114 pts                     |                             |
| 2.º                         | Davide Bais                 | Eolo-Kometa                 | 104 pts                     |                             |
| 3.º                         | Einer Rubio                 | Movistar Team               | 68 pts                      |                             |
| 4.º                         | Karel Vacek                 | Team Corratec-Selle Italia  | 36 pts                      |                             |
| 5.º                         | Derek Gee                   | Israel-Premier Tech         | 31 pts                      |                             |
| 6.º                         | Toms Skujiņš                | Trek-Segafredo              | 30 pts                      |                             |
| 7.º                         | Amanuel Ghebreigzabhier     | Trek-Segafredo              | 30 pts                      |                             |
| 8.º                         | Alexander Cepeda            | EF Education-EasyPost       | 25 pts                      |                             |
| 9.º                         | Ben Healy                   | EF Education-EasyPost       | 24 pts                      |                             |
| 10.º                        | Aurélien Paret-Peintre      | AG2R Citroën Team           | 22 pts                      |                             |

### Clasificación de los jóvenes(Maglia Bianca)
| Clasificación del mejor joven | Clasificación del mejor joven | Clasificación del mejor joven | Clasificación del mejor joven | Clasificación del mejor joven |
| Ciclista                      | Ciclista                      | Equipo                        | Tiempo                        |                               |
| ----------------------------- | ----------------------------- | ----------------------------- | ----------------------------- | ----------------------------- |
| 1.º                           | João Almeida                  | UAE Team Emirates             | 51 h 20 min 23 s              |                               |
| 2.º                           | Andreas Leknessund            | Team DSM                      | + 20 s                        |                               |
| 3.º                           | Thymen Arensman               | Ineos Grenadiers              | + 2 min 23 s                  |                               |
| 4.º                           | Santiago Buitrago             | Bahrain Victorious            | + 4 min 50 s                  |                               |
| 5.º                           | Ilan Van Wilder               | Soudal Quick-Step             | + 6 min 02 s                  |                               |
| 6.º                           | Einer Rubio                   | Movistar Team                 | + 9 min 01 s                  |                               |
| 7.º                           | Alexander Cepeda              | EF Education-EasyPost         | + 11 min 56 s                 |                               |
| 8.º                           | Valentin Paret-Peintre        | AG2R Citroën Team             | + 22 min 47 s                 |                               |
| 9.º                           | Laurens Huys                  | Intermarché-Circus-Wanty      | + 23 min 46 s                 |                               |
| 10.º                          | Filippo Zana                  | Team Jayco AlUla              | + 27 min 10 s                 |                               |

### Clasificación por equipos"Súper team"
| Clasificación por equipos | Clasificación por equipos | Clasificación por equipos | Clasificación por equipos |
| Equipo                    | Equipo                    | Tiempo                    |                           |
| ------------------------- | ------------------------- | ------------------------- | ------------------------- |
| 1.º                       | Jumbo-Visma               | 153 h 56 min 55 s         |                           |
| 2.º                       | Ineos Grenadiers          | + 4 min 02 s              |                           |
| 3.º                       | Bahrain Victorious        | + 9 min 15 s              |                           |
| 4.º                       | UAE Team Emirates         | + 12 min 08 s             |                           |
| 5.º                       | EF Education-EasyPost     | + 21 min 27 s             |                           |
| 6.º                       | Bora-Hansgrohe            | + 23 min 45 s             |                           |
| 7.º                       | Israel-Premier Tech       | + 35 min 36 s             |                           |
| 8.º                       | Astana Qazaqstan Team     | + 40 min 47 s             |                           |
| 9.º                       | AG2R Citroën Team         | + 51 min 08 s             |                           |
| 10.º                      | Groupama-FDJ              | + 56 min 51 s             |                           |

## Abandonos
- Mads Pedersen (Trek-Segafredo) no tomó la salida.